# Pilolabus nigriclavus
Pilolabus nigriclavus is een keversoort uit de familie bladrolkevers (Attelabidae). De wetenschappelijke naam van de soort werd in 1889 gepubliceerd door David Sharp.